# Conférence des responsables de culte en France
La Conférence des responsables de culte en France (CRCF) a été créée le 23 novembre 2010. Elle regroupe six instances responsables du bouddhisme, des Églises chrétiennes (catholique, orthodoxe et protestante), de l'islam et du judaïsme. Cette initiative est justifiée par la volonté des responsables de culte en France d'approfondir leur connaissance mutuelle, par le sentiment de contribuer ensemble à la cohésion de la société française dans le respect des autres courants de pensée, et par la reconnaissance de la laïcité comme fondement de la République.
Dans la diversité de leurs traditions et de leurs convictions, les représentants français des six religions souhaitent échanger dans un climat d’écoute attentive et d’amitié. Les rencontres trimestrielles que les responsables religieux ont, chez les uns et les autres à tour de rôle, leur permettent de partager leurs réflexions. Par là, ils entendent contribuer, à leur mesure et de leur place, au développement d’un climat de confiance en France.

## Représentants fondateurs de la Conférence
Les représentants fondateurs membre de la CFRF étaient en 2010,,,
- Le pasteur François Clavairoly, président de la Fédération protestante de France
- Le pasteur Laurent Schlumberger, membre du Conseil de la Fédération protestante de France, président du Conseil national de l’Église protestante unie de France
- Le rabbin Haïm Korsia, Grand rabbin de France,
- Le rabbin Moché Lewin, porte-parole du Grand rabbin de France,
- L'évêque métropolite Emmanuel Adamakis, président de l’Assemblée des évêques orthodoxes de France,
- Carol Saba, porte-parole de l’Assemblée des évêques orthodoxes de France,
- Ahmet Ogras, président du Conseil français du culte musulman,
- Anouar Kbibech, secrétaire général du Conseil français du culte musulman,
- La cardinal André Vingt-Trois, président de la Conférence des évêques de France,
- L'évêque Laurent Ulrich, vice-président de la Conférence des évêques de France,
- Olivier Wang-Genh, président de l’Union bouddhiste de France